# Gare de Plerguer
La gare de Plerguer est une gare ferroviaire française de la ligne de Lison à Lamballe, située sur le territoire de la commune de Plerguer, dans le département d'Ille-et-Vilaine, en région Bretagne.
Elle est mise en service en 1879, par la Compagnie des chemins de fer de l'Ouest. C'est aujourd'hui une halte ferroviaire de la Société nationale des chemins de fer français (SNCF), desservie par des trains express régionaux TER Bretagne circulant entre Dinan et Dol-de-Bretagne.

## Situation ferroviaire
Établie à 22 m d'altitude, la gare de Plerguer est située au point kilométrique (PK) 145,763 de la ligne de Lison à Lamballe, entre les gares ouvertes de Dol-de-Bretagne et de Miniac. Elle est séparée de la gare de Dol-de-Bretagne par celle aujourd’hui fermée de Roz - Landrieux.

## Histoire
La gare se situe sur la section à voie unique de la gare de Dol-de-Bretagne à la gare de Lamballe qui a été mise en service le 29 décembre 1879 par la Compagnie des chemins de fer de l'Ouest.

## Fréquentation
De 2015 à 2023, selon les estimations de la SNCF, la fréquentation annuelle de la gare s'élève aux nombres indiqués dans le tableau ci-dessous.
| Année     | 2015  | 2016  | 2017  | 2018 | 2019 | 2020 | 2021 | 2022  | 2023  |
| --------- | ----- | ----- | ----- | ---- | ---- | ---- | ---- | ----- | ----- |
| Voyageurs | 2 974 | 2 829 | 2 113 | 661  | 613  | 119  | 515  | 1 728 | 1 372 |

## Service des voyageurs

### Accueil
Halte SNCF, c'est un point d'arrêt non géré (PANG) qui dispose d'un abri de quai.

### Desserte
Plerguer est desservie par des trains TER Bretagne circulant entre Dinan et Dol-de-Bretagne.

### Intermodalité
La gare de Plerguer est desservie en arrêt à la demande ou par les lignes 12, 12b, et S414 du réseau.